# Porsche Carrera Cup Deutschland 2001

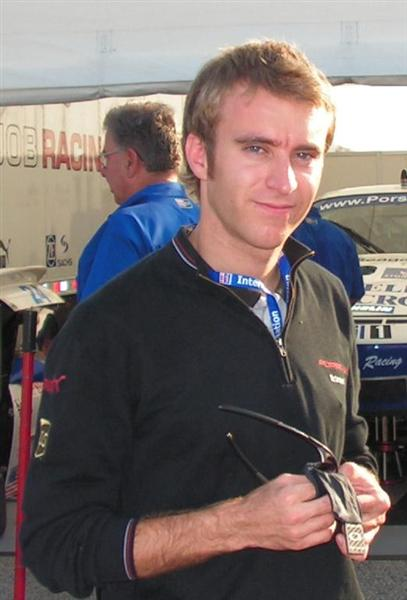
Timo Bernhard gewann 2001 die Meisterschaft (Foto von 2005)

Der Porsche Carrera Cup Deutschland 2001 war die 12. Saison des Porsche Carrera Cup Deutschland. Der erste Markenmeisterschaftslauf auf dem Hockenheimring fand am 22. April 2001 statt. Das Saisonfinale am 7. Oktober fand ebenfalls dort statt.
Insgesamt wurden in dieser Saison neun Läufe in Deutschland und in den Niederlanden ausgetragen. Die Rennen fanden im Rahmenprogramm der DTM statt.
Den Fahrertitel gewann Timo Bernhard mit 135 Punkten. Die Teamwertung gewann das Team HP-PZ Koblenz.

## Starterfeld
Folgende Fahrer und Gastfahrer sind in der Saison gestartet:
| Nr. | Fahrer             | Team                                            | Rennwochenende |
| --- | ------------------ | ----------------------------------------------- | -------------- |
| 1   | Timo Bernhard      | UPS Porsche-Junior Team                         | alle           |
| 2   | Marc Lieb          | UPS Porsche-Junior Team                         | alle           |
| 3   | Roland Asch        | Warsteiner Carsport Racing                      | alle           |
| 4   | Thomas Braumüller  | Warsteiner Carsport Racing                      | alle           |
| 5   | Jörg Bergmeister   | Farnbacher Racing-PZ Nürnberg/Fürth-Erlangen    | alle           |
| 6   | Tim Bergmeister    | Land Motorsport PZ Siegen                       | 1–5, 7, 9      |
| 7   | Heinz-Bert Wolters | Land Motorsport PZ Siegen                       | 2–4, 7–9       |
| 8   | Jochen Land        | Land Motorsport PZ Siegen                       | alle           |
| 9   | Nicole Lüttecke    | PZ Olympiapark/Team Herberth                    | 1–3, 5–9       |
| 10  | Frank Stippler     | PZ Olympiapark/Team Herberth                    | alle           |
| 11  | Christian Menzel   | Team HP-PZ Koblenz                              | 1–6, 8         |
| 12  | Alex Davison       | Team HP-PZ Koblenz                              | 1, 2, 4–9      |
| 14  | Frank Schmickler   | tolimit Motorsport                              | 1–4, 7, 9      |
| 14  | Hendrikus Wisker   | tolimit Motorsport                              | 8              |
| 15  | Sascha Maassen     | tolimit Motorsport                              | 1, 2, 5, 6, 8  |
| 15  | Erik Schwarz       | tolimit Motorsport                              | 7              |
| 16  | Ralf Waldmann      | tolimit Motorsport                              | 1–6, 8, 9      |
| 17  | Sandy Grau         | PZ München-Team Valier                          | 1–8            |
| 18  | Daniel Bauer       | PZ München-Team Valier                          | alle           |
| 19  | Marc Gindorf       | PZ München-Team Valier                          | alle           |
| 20  | Patrick Simon      | PZE Grohs Motorsport                            | 1–5            |
| 20  | Wolf Henzler       | PZE Grohs Motorsport                            | 6–9            |
| 21  | Lucas Luhr         | PZE Grohs Motorsport                            | 5              |
| 23  | Timo Rumpfkeil     | Knüpfing Motorsport-PZ Nürnberg-Fürth/Erlangen  | 1              |
| 23  | Reinhold Renger    | Knüpfing Motorsport-PZ Nürnberg-Fürth/Erlangen  | 4, 5           |
| 24  | Sonja Bayer        | Knüpfing Motorsport-PZ Nürnberg-Fürth/Erlangen  | 1, 2           |
| 25  | Gerhard Müller     | GM-Sports Racing Team                           | alle           |
| 26  | Bernhard Ertl      | GM-Sports Racing Team                           | 5, 6           |
| 27  | Oscar Rovelli      | Eichin Racing                                   | 1, 3–7, 9      |
| 28  | Harald Proczyk     | Eichin Racing                                   | alle           |
| 29  | Enrico Bertaggia   | Porsche Home Jumper Star Team-Farnbacher Racing | alle           |
| 30  | Mark Warnecke      | Porsche Home Jumper Star Team-Farnbacher Racing | 1–3, 5–9       |
| 31  | Rolf Jäger         | Carsport Racing                                 | 1              |
| 31  | Marco Werner       | Farnbacher Racing-PZ Nürnberg/Fürth-Erlangen    | 5              |

      Gaststarter

## Rennkalender und Ergebnisse
| Runde | Rennstrecke    | Datum         | Pole-Position    | Schnellste Runde | Sieger           | Zweiter          | Dritter          |
| ----- | -------------- | ------------- | ---------------- | ---------------- | ---------------- | ---------------- | ---------------- |
| 1     | Hockenheimring | 22. April     | Alex Davison     | Marc Lieb        | Alex Davison     | Christian Menzel | Marc Lieb        |
| 2     | Nürburgring    | 6. Mai        | Timo Bernhard    | Timo Bernhard    | Timo Bernhard    | Christian Menzel | Roland Asch      |
| 3     | Oschersleben   | 20. Mai       | Timo Bernhard    | Timo Bernhard    | Timo Bernhard    | Christian Menzel | Jörg Bergmeister |
| 4     | Sachsenring    | 17. Juni      | Sandy Grau       | Roland Asch      | Sandy Grau       | Roland Asch      | Frank Stippler   |
| 5     | Norisring      | 8. Juli       | Jörg Bergmeister | Sascha Maassen   | Jörg Bergmeister | Marco Werner     | Sascha Maassen   |
| 6     | Lausitzring    | 12. August    | Timo Bernhard    | Timo Bernhard    | Timo Bernhard    | Jörg Bergmeister | Sandy Grau       |
| 7     | Nürburgring    | 26. August    | Timo Bernhard    | Jörg Bergmeister | Timo Bernhard    | Jörg Bergmeister | Alex Davison     |
| 8     | Zandvoort      | 23. September | Timo Bernhard    | Timo Bernhard    | Jörg Bergmeister | Sascha Maassen   | Christian Menzel |
| 9     | Hockenheimring | 7. Oktober    | Jörg Bergmeister | Wolf Henzler     | Alex Davison     | Timo Bernhard    | Marc Lieb        |

## Meisterschaftsergebnisse

### Punktesystem
Punkte wurden an die ersten 15 klassifizierten Fahrer in folgender Anzahl vergeben. Die Punkte von den Gaststartern wurden am Saisonende gestrichen, daher können gleiche Positionen unterschiedliche Punktwertungen aufweisen:
| Platz  | 1. | 2. | 3. | 4. | 5. | 6. | 7. | 8. | 9. | 10. | 11. | 12. | 13. | 14. | 15. |
| Punkte | 20 | 18 | 16 | 14 | 12 | 10 | 9  | 8  | 7  | 6   | 5   | 4   | 3   | 2   | 1   |

### Fahrerwertung
Insgesamt kamen 22 Fahrer in die Punktewertung.
| Platz                                       | Fahrer             | HOC1 | NÜR1 | OSC | SAC | NOR | LAU | NÜR2 | ZAN | HOC2 | Punkte |
| ------------------------------------------- | ------------------ | ---- | ---- | --- | --- | --- | --- | ---- | --- | ---- | ------ |
| 1                                           | Timo Bernhard      | 4    | 1    | 1   | DNF | 8   | 1   | 1    | 4   | 2    | 135    |
| 2                                           | Jörg Bergmeister   | 8    | 5    | 3   | 7   | 1   | 2   | 2    | 1   | 4    | 135    |
| 3                                           | Christian Menzel   | 2    | 2    | 2   | 6   | 6   | 8   |      | 3   |      | 100    |
| 4                                           | Roland Asch        | 6    | 3    | DNF | 2   | 11  | 9   | 4    | 10  | 5    | 89     |
| 5                                           | Sandy Grau         | 13   | 7    | 4   | 1   | 5   | 3   | 22   | 5   |      | 88     |
| 6                                           | Alex Davison       | 1    | 9    |     | 10  | 13  | 4   | 3    | DNF | 1    | 87     |
| 7                                           | Marc Lieb          | 3    | 6    | 5   | 8   | 20  | 12  | 5    | DNF | 3    | 78     |
| 8                                           | Enrico Bertaggia   | 12   | 13   | 6   | 5   | 22  | 7   | 6    | 11  | 10   | 59     |
| 9                                           | Tim Bergmeister    | 11   | 8    | 8   | 4   | 7   |     | 7    |     | 12   | 58     |
| 10                                          | Jochen Land        | 14   | 16   | 7   | DNF | 4   | 11  | 9    | 6   | 9    | 56     |
| 11                                          | Frank Stippler     | 5    | 17   | 10  | 3   | 9   | 13  | 21   | 18  | 8    | 53     |
| 12                                          | Daniel Bauer       | 18   | 18   | 13  | 9   | 15  | 10  | 8    | 7   | 15   | 36     |
| 13                                          | Frank Schmickler   | 10   | 10   | 11  | DNF |     |     | 11   |     | 7    | 31     |
| 14                                          | Gerhard Müller     | DNF  | 15   | 15  | 12  | 10  | 15  | 12   | 12  | 11   | 27     |
| 15                                          | Marc Gindorf       | 15   | DNF  | 12  | 15  | 12  | 18  | 15   | 8   | 16   | 20     |
| 16                                          | Harald Proczyk     | DNF  | 19   | 20  | DNF | 16  | 22  | 14   | 9   | 13   | 13     |
| 17                                          | Thomas Braumüller  | 17   | 12   | DNF | DNF | 14  | 14  | 13   | 19  | 19   | 12     |
| 18                                          | Ralf Waldmann      | DNF  | 14   | 14  | DNF | 18  | 16  |      | 20  | 14   | 6      |
| 19                                          | Oscar Rovelli      | 19   |      | 19  | 11  | 17  | 20  | 18   |     | 18   | 5      |
| 20                                          | Heinz-Bert Wolters |      | 21   | 18  | 14  |     |     | 20   | 13  | 20   | 5      |
| 21                                          | Mark Warnecke      | 16   | 20   | 17  |     | DNF | 19  | 19   | 14  | 21   | 2      |
| 22                                          | Nicole Lüttecke    | DNF  | 23   | 16  |     | 25  | 17  | 17   | 15  | 17   | 1      |
| Gastfahrer ohne Meisterschaftspunktewertung |                    |      |      |     |     |     |     |      |     |      |        |
|                                             | Sascha Maassen     | 7    | 4    |     |     | 3   | 5   |      | 2   |      | 0      |
|                                             | Patrick Simon      | 9    | 11   | 9   | DNF | 24  |     |      |     |      | 0      |
|                                             | Sonja Bayer        | 20   | 22   |     |     |     |     |      |     |      | 0      |
|                                             | Timo Rumpfkeil     | DNF  |      |     |     |     |     |      |     |      | 0      |
|                                             | Rolf Jäger         | DNF  |      |     |     |     |     |      |     |      | 0      |
|                                             | Reinhold Renger    |      |      |     | 13  | 19  |     |      |     |      | 0      |
|                                             | Marco Werner       |      |      |     |     | 2   |     |      |     |      | 0      |
|                                             | Bernhard Ertl      |      |      |     |     | 21  | 21  |      |     |      | 0      |
|                                             | Lucas Luhr         |      |      |     |     | 23  |     |      |     |      | 0      |
|                                             | Wolf Henzler       |      |      |     |     |     | 6   | 10   | 17  | 6    | 0      |
|                                             | Erik Schwarz       |      |      |     |     |     |     | 16   |     |      | 0      |
|                                             | Hendrikus Wisker   |      |      |     |     |     |     |      | 16  |      | 0      |
| Platz                                       | Fahrer             | HOC1 | NÜR1 | OSC | SAC | NOR | LAU | NÜR2 | ZAN | HOC2 | Punkte |

| Legende  | Legende            | Legende                                                          |
| Farbe    | Abkürzung          | Bedeutung                                                        |
| -------- | ------------------ | ---------------------------------------------------------------- |
| Gold     | –                  | Sieg                                                             |
| Silber   | –                  | 2. Platz                                                         |
| Bronze   | –                  | 3. Platz                                                         |
| Grün     | –                  | Platzierung in den Punkten                                       |
| Blau     | –                  | Klassifiziert außerhalb der Punkteränge                          |
| Violett  | DNF                | Rennen nicht beendet (did not finish)                            |
| Violett  | NC                 | nicht klassifiziert (not classified)                             |
| Rot      | DNQ                | nicht qualifiziert (did not qualify)                             |
| Rot      | DNPQ               | in Vorqualifikation gescheitert (did not pre-qualify)            |
| Schwarz  | DSQ                | disqualifiziert (disqualified)                                   |
| Weiß     | DNS                | nicht am Start (did not start)                                   |
| Weiß     | WD                 | zurückgezogen (withdrawn)                                        |
| Hellblau | PO                 | nur am Training teilgenommen (practiced only)                    |
| Hellblau | TD                 | Freitags-Testfahrer (test driver)                                |
| ohne     | DNP                | nicht am Training teilgenommen (did not practice)                |
| ohne     | INJ                | verletzt oder krank (injured)                                    |
| ohne     | EX                 | ausgeschlossen (excluded)                                        |
| ohne     | DNA                | nicht erschienen (did not arrive)                                |
| ohne     | C                  | Rennen abgesagt (cancelled)                                      |
| ohne     | keine WM-Teilnahme |                                                                  |
| sonstige | P/fett             | Pole-Position                                                    |
| sonstige | 1/2/3/4/5/6/7/8    | Punktplatzierung im Sprint-/Qualifikationsrennen                 |
| sonstige | SR/kursiv          | Schnellste Rennrunde                                             |
| sonstige | *                  | nicht im Ziel, aufgrund der zurückgelegten Distanz aber gewertet |
| sonstige | ()                 | Streichresultate                                                 |
| sonstige | unterstrichen      | Führender in der Gesamtwertung                                   |